# Saint-Alban (Haute-Garonne)
Saint-Alban település Franciaországban, Haute-Garonne megyében. Lakosainak száma 6447 fő (2022. január 1.). Saint-Alban Bruguières, Aucamville, Castelginest, Fenouillet, Fonbeauzard és Lespinasse községekkel határos.

## Népesség
A település népessége az elmúlt években az alábbi módon változott:
| Lakosok száma | 1749 | 2792 | 4417 | 5432 | 5824 | 5970 | 6150 | 6217 | 6269 | 6447 |
|               | 1968 | 1982 | 1990 | 2006 | 2013 | 2015 | 2017 | 2019 | 2020 | 2022 |